# Fly by Night
| Recensione | Giudizio |
| ---------- | -------- |
| AllMusic   |          |

Fly by Night è il secondo album in studio della band canadese Rush e pubblicato il 14 febbraio del 1975.
L'album è stato registrato e mixato presso i Toronto Sound Studios di Toronto in sole due settimane. Fly by Night è stato certificato disco d'oro e di platino dalla RIAA il primo dicembre 1993.

## Descrizione
L'album vede il debutto di Terry Brown come produttore, ruolo che manterrà fino all'uscita di Signals nel 1982; è anche il primo album della band a presentare il batterista Neil Peart. Oltre che dedicarsi alle percussioni, Peart assume anche il compito di paroliere del gruppo, portando la band ad adottare uno stile letterario lirico nei testi che molto si discosta dal precedente lavoro. Le canzoni By-Tor and the Snow Dog e Rivendell sono esempi delle inclusioni di tematiche fantasy nella musica del gruppo.
Il brano fu ispirato dal racconto del roadie Howard Ungerleider riguardante un incontro con i cani del manager dei Rush, Ray Danniels, un pastore tedesco che lo aveva morso (biter, da cui By-Tor), e un piccolo cane bianco (Snow Dog) che abbaiava sempre. Rivendell si riferisce a Gran Burrone, luogo della Terra di Mezzo citato per la prima volta nel libro Lo Hobbit di J. R. R. Tolkien.
Anthem riporta testi ispirati dalla filosofia di Ayn Rand, la cui influenza sulla produzione di Neil Peart avrebbe raggiunto il suo apice nell'album 2112, del 1976; l'autobiografica Fly by Night prende spunto dall'esperienza di Peart del trasferimento dal Canada a Londra da giovane (molto prima dell'ingresso nei Rush), mentre Making Memories è un resoconto delle esperienze del primo tour del gruppo. In copertina dell'album una illustrazione di Eraldo Carugati.
Le recensioni descrivono Fly by Night come un lavoro importante soprattutto grazie al debutto di Peart come batterista e paroliere; viene definito come un album di transizione, con una band in un rapido sviluppo evolutivo, pronta a allontanarsi dai suoni di derivazione Zeppeliniana (comunque presenti, come ad esempio nel pezzo In the End) per imboccare nuove strade più tortuose e stimolanti, fatto che si evidenzia principalmente nel complesso brano By-Tor & the Snow Dog.

## Tracce
Testi di Neil Peart, musiche di Geddy Lee e Alex Lifeson, eccetto dove indicato.
1. Anthem – 4:10
2. Best I Can – 3:24 (testo: Geddy Lee – musica: Geddy Lee)
3. Beneath, Between and Behind – 3:00 (musica: Alex Lifeson)
4. By-Tor and the Snow Dog – 8:37
5. Fly by Night – 3:20 (musica: Geddy Lee)
6. Making Memories – 2:56
7. Rivendell – 5:00 (musica: Geddy Lee)
8. In the End – 6:51 (testo: Geddy Lee, Alex Lifeson)

## Formazione
- Geddy Lee - basso, chitarra classica e voce
- Alex Lifeson - chitarra elettrica 6 e 12 corde, chitarra acustica
- Neil Peart - batteria e percussioni

## Classifiche
| Classifica (1975) | Posizione massima |
| ----------------- | ----------------- |
| Stati Uniti       | 113               |

## Principali edizioni e formati
Fly by Night è stato pubblicato nel corso degli anni in varie edizioni, ristampe e formati; queste le principali:
- 1975, Mercury Records, formato: LP, MC, 8-Tracks
- 1987, Mercury Records, formato: CD
- 1997, Mercury Records, formato: CD, rimasterizzato
- 2015, Mercury Records, formato: LP (vinile 200 g.), Blu-ray audio, rimasterizzato
- 1978, Mercury Records, all'interno del cofanetto Archives, formato: LP, MC
- 2011, Mercury Records, all'interno del cofanetto Sector 1, formato: CD, DVD rimasterizzato